# 渋沢・クローデル賞
渋沢・クローデル賞（しぶさわ・クローデルしょう、フランス語: Prix Shibusawa-Claudel）は、日本及びフランスの学術賞。

## 概要
1984年、創立60周年を迎えた日仏会館が、創立者である渋沢栄一とポール・クローデルとを記念して設けた。2007年度まで毎日新聞社共催、2008年度より読売新聞社共催。日仏両国において、それぞれ相手国の文化に関する優れた研究成果（著作や翻訳書）に対して贈られる。受賞者には日本・フランス間往復航空券と、相手国での1か月間の滞在費が贈呈される。日本側では第3回から、ルイ・ヴィトンジャパン社の名を冠したLVJ特別賞も加わり、原則として年2件顕彰される。

## 受賞一覧
賞名、受賞者、受賞作の順。
- 第1回（1984年）
  - 本賞 工藤庸子 アンリ・トロワイヤ著『アレクサンドル一世』、『イヴァン雷帝』翻訳 （中央公論社、1982-83、のち中公文庫）
  - 特別賞 メヂカルフレンド社 『医学生物学大辞典』全6巻（1983）
  - フランス側 エリザベート・フロレ 『柳宗悦と民芸運動の研究』（博士論文）
- 第2回（1985年）
  - 本賞 篠田勝英 ジョルジュ・デュビー（Georges Duby）著『中世の結婚 騎士・女性・司祭』翻訳 （新評論、1984 ）
  - フランス側 ドミニク・テュルク 『ラニマル・ストラテジック 日本企業におけるあいまいな構造』
- 第3回（1986年）
  - 本賞 滝澤正 『フランス行政法の理論 国家賠償・地方制度』 （有斐閣、1984 ）
  - LVJ特別賞 塩川徹也 『パスカル 奇蹟と表徴』 （岩波書店、1985）
  - フランス側 パスカル・グリオレ 『日本の近代化と国字改革』
- 第4回 （1987年）
  - 本賞 彌永信美 『幻想の東洋 オリエンタリズムの系譜』 （青土社 1987　新版1996、ちくま学芸文庫　2005）
  - LVJ特別賞 竹内信夫 モーリス・パンゲ著『自死の日本史』翻訳 （筑摩書房、1986、ちくま学芸文庫　1992）
  - フランス側 小玉クリスチーヌ 『視線の循環 梶井基次郎の世界』
- 第5回（1988年）
  - 本賞 坪井善明 L'Empire vietnamien : face à la France et à la Chine, 1847-1885, Harmattan, 1987
  - LVJ特別賞 木村三郎 リュック・ド・ナントゥイユ著『David』翻訳 （美術出版社、1987）
  - フランス側 ジャン＝ノエル・ロベール 『九世紀初期における日本の天台宗の教義』
- 第6回（1989年）
  - 本賞 吉岡知哉 『ジャン＝ジャック・ルソー論』（東京大学出版会、1988）
  - LVJ特別賞 中地義和 Combat spirituel ou immense dérision? : essai d'analyse textuelle d'Une saison en enfer, J. Corti, 1987
  - フランス側 ジャック・クラヴロー 『日本 天皇の世紀』
- 第7回（1990年）
  - 本賞 辻村みよ子 『フランス革命の憲法原理』（日本評論社、1989）
  - LVJ特別賞 新谷昌宏 ジャン＝ピエール・シャンジュー（Jean-Pierre Changeux）著『ニューロン人間』翻訳 （みすず書房、1989）
  - フランス側 モリタ・エレーヌ・フリガミッチ 宮沢賢治作『銀河鉄道の夜』翻訳
- 第8回（1991年）
  - 本賞 石井洋二郎 ピエール・ブルデュー著『ディスタンクシオン』翻訳 （藤原書店、1989）
  - LVJ特別賞 前田英樹 『沈黙するソシュール』（書肆山田、1989）
  - フランス側 エリク・セイズレ 『戦後日本の君主制と民主主義』
- 第9回（1992年）
  - 本賞 渡邊啓貴 『ミッテラン時代のフランス』（芦書房）
  - LVJ特別賞 梅本洋一 『サッシャ・ギトリ 都市・演劇・映画』（勁草書房、1990）
  - フランス側 フレデリック・ジラール 『明恵上人 鎌倉時代華厳宗の一僧』
- 第10回 （1993年）
  - 本賞 松澤和宏 Introduction à l'étude critique et génétique des manuscrits de L'Education sentimentale de Gustave Flaubert : l'amour, l'argent, la parole （フランス図書、1992）
  - LVJ特別賞 栗田啓子 『エンジニア・エコノミスト フランス公共経済学の成立』 （東京大学出版会、1992）
  - 第10回記念特別賞 月村辰雄 『恋の文学誌 フランス文学の原風景をもとめて』 （筑摩書房、1992）
  - フランス側 マルグリット大矢 『江戸時代の漢詩』
- 第11回（1994年）
  - 本賞 西野嘉章 『十五世紀プロヴァンス絵画研究 祭壇画の図像プログラムをめぐる一試論』 （岩波書店、1994）
  - LVJ特別賞 今橋映子 『異都憧憬 日本人のパリ』 （柏書房、1993）
  - 藤田亀太郎特別賞 森村敏己 『名誉と快楽 エルヴェシウスの功利主義』 （法政大学出版局、1993）
  - フランス側 クリスチャン・セギ 『明治期における日本新聞史』
- 第12回（1995年）
  - 本賞 金森修 『フランス科学認識論の系譜 カンギレム、ダゴニェ、フーコー』 （勁草書房、 1994）
  - LVJ特別賞 小倉孝誠 『挿絵入り『イリュストラシオン』にたどる19世紀フランス夢と創造』 （人文書院、1995）
  - フランス側 ナターシャ・アヴリンヌ 『泡となった日本の土地』
- 第13回（1996年）
  - 本賞 大村敦志 『法源・解釈・民法学 フランス民法総論研究』 （有斐閣、1995）
  - LVJ特別賞 山下雅之 『コントとデュルケームのあいだ 1870年代のフランス社会学』 （木鐸社、1996）、松浦寿輝 『平面論 1880年代西欧』 （岩波書店、1994）
  - フランス側 ジョルジュ・ゴトリーブ 『日本の小説の一世紀』
  - 特別賞 エマニュエル・ロズラン 『1912年から1921年の森鷗外・林太郎』
- 第14回 （1997年） 
  - 本賞 川出良枝 『貴族の徳、商業の精神 モンテスキューと専制批判の系譜』 （東京大学出版会、 1996）
  - LVJ特別賞 稲賀繁美 『絵画の黄昏 エドゥアール・マネ没後の闘争』 （名古屋大学出版会、1997）
  - フランス大使館・エールフランス特別賞 北明子 『メーヌ・ド・ビランの世界 経験する〈私〉の哲学』 （勁草書房、1997）
  - フランス側 ニコラ・フィエーベ 『近代以前の日本の建築と都市 京の町の建築空間と14, 15世紀の将軍の住まい』
- 第15回（1998年）
  - 本賞 橋本博之 『行政法学と行政判例 モーリス・オーリウ行政法学の研究』 （有斐閣、1998）
  - LVJ特別賞 青柳悦子 マリナ・ヤゲーロ（Marina Yaguello）著『言葉の国のアリス あなたにもわかる言語学』翻訳 （夏目書房、1997）
  - フランス大使館・エールフランス特別賞 星埜守之 パトリック・シャモワゾー著 『テキサコ』翻訳 （平凡社、1997）
  - フランス側 フィリップ・ペルチエ 『ラ・ジャポネジー』
- 第16回（1999年）
  - 本賞 坂倉裕治 『ルソーの教育思想 利己的情念の問題をめぐって』 （風間書房、1998）
  - LVJ特別賞 永井眞貴子 ジョルジュ・ベッケル著、ロラン・サバチエ絵 『きのこの名優たち』翻訳 （山と渓谷社、1998）
  - フランス大使館・エールフランス特別賞 中野知律 ジュリア・クリステヴァ著『プルースト 感じられる時』翻訳 （筑摩書房、1998）
  - フランス側 ナタリー・クアメ 『江戸期の四国巡礼』（博士論文）
- 第17回（2000年）
  - 本賞 矢後和彦 『フランスにおける公的金融と大衆貯蓄 預金供託金庫と貯蓄金庫 1816-1944』 （東京大学出版会、1999）
  - LVJ特別賞 塚本昌則 ラファエル・コンフィアン（Raphaël Confiant）著 『コーヒーの水』翻訳 （紀伊國屋書店、1999）
  - 現代フランス・エッセー賞特別賞 西川長夫 『フランスの解体？ もうひとつの国民国家論』 （人文書院、1999）
  - 現代フランス・エッセー賞特別賞 鈴木裕之 『ストリートの歌 現代アフリカの若者文化』 （世界思想社、2003）
  - フランス側 クレール・ドダヌ 『与謝野晶子 情熱の歌人・日本女性解放運動の先駆』（博士論文）
- 第18回（2001年）
  - 本賞 秋吉良人 『サドにおける言葉と物』 （風間書房、2001）
  - LVJ特別賞 高階絵里加 『異界の海 芳翠・清輝・天心における西洋』 （三好企画、2000）
  - 現代フランス・エッセー賞特別賞 大谷悟 『みちくさ生物哲学 フランスからよせる「こころ」のイデア論』 （海鳴社、2000）
  - フランス側 エリザベト・ドゥ・トゥシェ 『横須賀海軍工廠の創立1865‐1882 フランスから日本への技術移転』（博士論文）
- 第19回（2002年）
  - 本賞 中山洋平 『戦後フランス政治の実験 第四共和制と「組織政党」 1944-1952』 （東京大学出版会、2002）
  - LVJ特別賞 亀井克之 『新版 フランス企業の経営戦略とリスクマネジメント』 （法律文化社、2001）
  - 現代フランス・エッセー賞特別賞 コリン・コバヤシ 『ゲランドの塩物語 未来の生態系のために』 （岩波書店、2001）
  - フランス側 ミカエル・リュケン 『20世紀の日本美術』（南明日香訳、三好企画、2007）
- 第20回（2003年）
  - 本賞 山口裕之 『コンディヤックの思想 哲学と科学のはざまで』 （勁草書房、2002）
  - LVJ特別賞 長谷川秀樹 『コルシカの形成と変容 共和主義フランスから多元主義ヨーロッパへ』 （三元社、2002）
  - フランス側 ポール・ジョバン 『労働組合の新しいスピリット 戦後日本における「産業病｣を巡る闘争と認知』（博士論文）
- 第21回（2004年）
  - 本賞 木村琢麿 『財政法理論の展開とその環境 モーリス・オーリウの公法総論研究 』 （有斐閣、2004）
  - LVJ特別賞 桑瀬章二郎 Les confessions de Jean-Jacques Rousseau en France (1770-1794) : les aménagements et les censures, les usages, les appropriations de l'ouvrage , Honoré Champion, 2003
  - フランス側 ファビエンヌ・デュテイユ・オガタ 『東京の下町における日常生活の中の宗教』 （博士論文）
  - 特別賞 ミッシェル・ビエイヤール・バロン（Michel Vieillard-Baron） 『作庭記』翻訳 "De la création des jardins : traduction du Sakutei-ki", Tokyo : Maison franco-japonaise, 2003
- 第22回 （2005年）
  - 本賞 竹中幸史 『フランス革命と結社』 （昭和堂、2005）
  - LVJ特別賞 宇野重規 『政治哲学へ 現代フランスとの対話』 （東京大学出版会、2004）
  - フランス側 エマニュエル・ロズラン 『文学と国柄 19世紀における日本文学史の誕生』
- 第23回（2006年）
  - 本賞 寺戸淳子 『ルルド傷病者巡礼の世界』 （知泉書館、2006）
  - LVJ特別賞 鳥海基樹 『オーダー・メイドの街づくり パリの保全的刷新型「界隈プラン」』 （学芸出版社、2004）
  - フランス側 アルノー・ナンタ 『日本列島の住民の起源に関する人類学的・考古学的考察 1870‐1990』（博士論文）
- 第24回（2007年）
  - 本賞 原大地 Lautréamont, vers l'autre : étude sur la création et la communication littéraires, L'Harmattan, 2006
  - LVJ特別賞 河本真理 『切断の時代 20世紀におけるコラージュの美学と歴史』 （ブリュッケ、2007年）
  - フランス側 ミッシェル・ダリシエ  『西田幾多郎 統一の哲学』（博士論文）
- 第25回（2008年）
  - 本賞 川嶋周一 『独仏関係と戦後ヨーロッパ国際秩序 ドゴール外交とヨーロッパの構築 1959-1963』（創文社、2007）
  - LVJ特別賞 高村学人 『アソシアシオンへの自由 「共和国」の論理』（勁草書房、2007）
  - フランス側 ギブール・ドラモット 『日本の防衛政策の決定要因と政治ゲーム』（博士論文）
- 第26回（2009年）
  - 本賞 藤原貞朗 『オリエンタリストの憂鬱 植民地主義時代のフランス東洋学者とアンコール遺跡の考古学』（めこん、2008）
  - LVJ特別賞 林洋子 『藤田嗣治 作品をひらく 旅・手仕事・日本』（名古屋大学出版会、2008）
  - フランス側 カリン・プペ 『LES JAPONAIS 日本人』（Tallandier、2008年）
- 第27回（2010年）
  - 本賞 互盛央 『フェルディナン・ド・ソシュール 〈言語学〉の孤独、「一般言語学」の夢』（作品社、2009）
  - LVJ特別賞 陳岡めぐみ 『市場のための紙上美術館 19世紀フランス、画商たちの複製イメージ戦略』（三元社、2009）
  - 特別賞 田口卓臣 『ディドロ 限界の思考 小説に関する試論』（風間書房、2009）
  - フランス側 クレール＝碧子・ブリッセ (Claire-Akiko BRISSET) 『文章と絵画の交差点で』（Collège de France、2009）
- 第28回（2011年）
  - 本賞 重田園江 『連帯の哲学Ⅰ―フランス社会連帯主義』（勁草書房、2010）
  - LVJ特別賞 伊達聖伸 『ライシテ、道徳、宗教学―もうひとつの19世紀フランス宗教史』（勁草書房、2010）
  - フランス側　ニコラ・ボーメール　『日本酒　日本固有の歴史、文化の地理学』の博士論文
- 第29回（2012年）
  - 本賞 小田涼 『認知と指示　定冠詞の意味論』（京都大学学術出版会、2012）
  - LVJ特別賞 高山裕二 『トクヴィルの憂鬱―フランス・ロマン主義と〈世代〉の誕生』（白水社、2012）
  - フランス側　マチュー・セゲラ　『ジョルジュ・クレマンソーと極東』（博士論文）
- 第30回（2013年）
  - 本賞 吉川順子 『詩のジャポニスムージュディット・ゴーチエの自然と人間』（京都大学学術出版会、2012）
  - LVJ特別賞 小島慎司 『制度と自由ーモーリス・オーリウによる修道会教育規制法律批判をめぐって』（岩波書店、2013）
  - フランス側　クレア・パタン　『日本美術市場の社会学的アプローチ　美術品の販売、流通、普及、価値形成のための仲介業者ネットワーク』(博士論文)
- 第31回（2014年）
  - 本賞 泉美知子 『文化遺産としての中世―近代フランスの知・制度・感性に見る過去の保存』（三元社、2013）
  - LVJ特別賞 橋本周子 『美食家の誕生―グリモと「食」のフランス革命』（名古屋大学出版会、2014）
  - フランス側　ノエミ・ゴドフロワ　『古代から19世紀初頭までの蝦夷地をめぐる交流、支配と対外関係』(著作)
- 第32回（2015年）
  - 本賞 大森晋輔 『ピエール・クロソウスキー 伝達のドラマトゥルギー』（左右社, 2014）
  - LVJ特別賞 安藤裕介 『商業・専制・世論ーフランス啓蒙の「政治経済学」と統治原理の転換』（創文社, 2014）
  - フランス側　フランク・ミシュラン『太平洋戦争直前の仏領インドシナと日本の南進』（博士論文）
- 第33回（2016年）
  - 本賞 該当作無し
  - 特別賞 小門穂 『フランスの生命倫理法　生殖医療の用いられ方』（ナカニシヤ出版, 2015）
  - 特別賞 森千香子 『排除と抵抗の郊外: フランス「移民」集住地域の形成と変容』（東京大学出版会, 2016）
  - フランス側　マルタン・ノゲララモス『日本の村落社会におけるカトリック教と潜伏キリシタン』（博士論文）
- 第34回（2017年）
  - 本賞 渡辺優 『ジャン=ジョゼフ･スュラン― 一七世紀フランス神秘主義の光芒』（慶應義塾大学出版会　2016）
  - 奨励賞 宮下雄一郎 『フランス再興と国際秩序の構想―第二次世界大戦期の政治と外交』（勁草書房　2016）
  - フランス側　アルノ・グリボ『日本の政治体制の再編－１９９０年代以降の政治システムにおける官僚制』（博士論文）
- 第35回（2018年）
  - 本賞 新居洋子　『イエズス会士と普遍の帝国　在華宣教師による文明の翻訳』（名古屋大学出版会　2017年）
  - 奨励賞　鳥山定嗣　『ヴァレリーの『旧詩帖』　初期詩篇の改変から詩的自伝へ』（水声社　2018年）
  - フランス側　リュシアン=ロラン・クレルク『日本におけるアイヌの社会文化的変容』（博士論文）
- 第36回（2019年）
  - 本賞 該当作無し
  - 奨励賞　石川学　『ジョルジュ・バタイユ　行動の論理と文学』（東京大学出版会　2018年）
  - 奨励賞　梅澤礼　『囚人と狂気　一九世紀フランスの監獄・文学・社会』（法政大学出版局　2019年）
  - フランス側　シモン・エベルソルト『偶然と共同―日本の哲学者、九鬼周造』（論文）
- 第37回（2020年）
  - 本賞 該当作無し
  - 奨励賞　御園敬介　『ジャンセニスム　生成する異端―近世フランスにおける宗教と政治』（慶応義塾大学出版会、2020年）
  - 奨励賞　須藤健太郎　『評伝ジャン・ユスターシュ　映画は人生のように』（共和国、2019年）
  - 奨励賞　髙木麻紀子　『ガストン・フェビュスの『狩猟の書』挿絵研究』（中央公論美術出版、2020年）
  - フランス側　該当作無し
- 第38回（2021年）
  - 本賞 中村督 『言論と経営　戦後フランス社会における「知識人の雑誌」』（名古屋大学出版会、2021年)
  - 奨励賞　淵田仁 『ルソーと方法』（法政大学出版局、2019年)
  - フランス側　セザール・カステルビ 『日本の新聞記者と新聞社―変化する職業的モデルにおけるキャリアと仕事の社会学的分析』(博士論文)
  - フランス側　エドゥアール・レリッソン 『神道の軌道と日本の満洲の成立―宗教的な空間化、帝国の拡大、近代神道の成立』(博士論文)
- 第39回（2022年）
  - 本賞 船岡美穂子 『ジャン＝シメオン・シャルダンの芸術―啓蒙の時代における「自然」と「真実」―』（中央公論美術出版、2022年)
  - 奨励賞　金山準 『プルードン―反「絶対」の探求』（岩波書店、2022年)
  - フランス側　ダミアン・プラダン 『大規模倭寇の時代ー変遷する東シナ海の流通ー１３５０年から１４１９年を中心に』(博士論文)
- 第40回（2023年）
  - 本賞 該当作無し
  - 奨励賞　西村晶絵 『アンドレ・ジッドとキリスト教―「病」と「悪魔」にみる「悪」の思想的展開』（彩流社、2022年)
  - 奨励賞　佐藤香寿実 『承認のライシテとムスリムの場所づくり―「辺境の街」ストラスブールの実践』（人文書院、2023年)
  - フランス側　アルチュール・デフランス 『奈良時代の詩歌文学：中国文学の再創作と日本文学の創作の間』(博士論文)